# Jungle Fight 84
Jungle Fight 84 foi um evento de artes marciais mistas promovido pelo Jungle Fight, que ocorreu em 5 de dezembro de 2015, em São Paulo, São Paulo. 
O evento coroou o paraibano Handesson Boy Doido como novo campeão peso-médio (77 kg), e manteve o título dos meio-pesados (93 kg) no Rio Grande do Sul, com o atleta da Boxer Team, Dirlei Mão de Pedra. Destaque para o belo nocaute de Naldo Silva, que foi informado pelo presidente do Jungle, Wallid Ismail, que vai disputar o cinturão peso-galo com o atual campeão Maike Linhares. Bruno 'The Talent', atual campeão dos moscas (57 kg) da organização, ficou um quilo acima do limite da categoria e viu sua luta contra Paulinho Capoeira ser cancelada. O evento ainda teve duas disputas de cinturão e um total de 17 combates.

## Ligações Externas
1. ↑  Permaneceu campeão dos Meio Pesados do Jungle Fight (até 93 kg)
2. ↑  30-27, 30-27 e 29-28 Handesson faturou o cinturão vago do peso-meio-médio (até 77 kg)
3. ↑  29-27, 29-28 e 29-28
4. ↑  30-27 30-27 29-28
5. ↑  Naldo Silva vai disputar o cinturão peso-galo
6. ↑  29-27 30-27 30-27
7. ↑  triplo 28-29